# كوري بروير
كوري بروير (بالإنجليزية: Corey Brewer)‏ مواليد 5 مارس 1986، هو لاعب كرة سلة أمريكي يلعب مع فريق هيوستن روكتس في الرابطة الوطنية لكرة السلة ويحمل الرقم 33. يبلغ طوله 6 قدم 9 بوصة (2.1 م).

## فرق لعب لها
- مينيسيوتا تيمبر وولفز
- دالاس مافيريكس
- دنفر ناغتس
- مينيسيوتا تيمبر وولفز
- هيوستن روكتس

## روابط خارجية
- كوري بروير على موقع إن بي أي (الإنجليزية)
- كوري بروير على موقع سبورتس رفرنس (الإنجليزية)
- كوري بروير على موقع كرة السلة الأوروبية.كوم (الإنجليزية)
- كوري بروير على موقع إي إس بي إن.كوم (الإنجليزية)
- كوري بروير على موقع كلية كرة السلة في سبورتس رفرنس.كوم (الإنجليزية)
- كوري بروير على موقع ريلجم (الإنجليزية)
- كوري بروير على موقع بروبوليرز (الإنجليزية)
- كوري بروير على موقع سبورتس رفرنس (الإنجليزية)